# 冯贵石
冯贵石（Francesca Law French，1871年12月12日-1960年8月2日）是一位英国 内地会派往中国的女传教士。
冯贵石出生于比利时布鲁日，是家中的次女，在瑞士日内瓦接受中学教育。她的姐姐冯贵珠（Evangeline French）于1893年前往中国的山西霍州传教，尽管冯贵石也想前往中国，还是留下来照顾家庭。直到1908年母亲去世，冯贵石也前往中国传教。
1923年，冯贵石、冯贵珠和盖群英（Alice Mildred Cable）3位女传教士离开山西霍州，以甘肃肃州（酒泉）为基地，开始对新疆的巡回布道，直到1950年代被迫离开。
1960年8月2日，冯贵石在英国伦敦去世。